# San Demetrio ne’ Vestini
San Demetrio ne' Vestini – miejscowość i gmina we Włoszech, w regionie Abruzja, w prowincji L’Aquila.
Według danych na rok 2004 gminę zamieszkiwały 1604 osoby, 100,2 os./km².